# Isidro Ortiz de Haro
Isidro Ortiz de Haro fue un aristócrata limeño que se desempeñó como gobernador del Tucumán entre 1724 y 1725.

## Biografía
Isidro Ortiz de Haro nació el 16 de abril de 1675 en Lima, era hijo de Nicolás Ortiz de Haro y Villavicencio y de Gregoria de Osorio y Quirós. Su padre era capitán del regimiento de caballería y su abuelo había llegado a general.
En la década de 1700 recibió el encargo del virrey Melchor Portocarrero Lasso de la Vega de cobrar los impuestos en la región de Cuzco. El 3 de mayo de 1712 fue nombrado alguacil mayor de la Real Audiencia de Charcas y en 1713 se ofreció voluntariamente a llevar despachos de Lima, Charcas y Chile hasta Madrid, pagando él mismo el viaje.
Durante su estancia en Madrid consigue relacionarse con personajes influyentes como el secretario del rey, Lorenzo de Vivanco Angulo. Es a través de estas influencias que el 19 de agosto de 1714 consigue ser nombrado gobernador de la Provincia de Tucumán a futuro, es decir que podría suceder al gobernador actual en caso de muerte o destitución.
Ortiz de Haro continuó relacionándose en la corte y realizó las gestiones necesarias para demostrar su hidalguía y optar por un título de nobleza, logró que el rey Felipe V lo nombrara vizconde de Pravia y luego Marqués de Haro el 19 de febrero de 1715. Ortiz de Haro tuvo que pagar el impuesto de media anata para recibir su título de nobleza, este monto llegaba a los 562.500 maravedíes. Además se pagó 122.400 maravedíes que se destinarían a cubrir los sueldos de soldados que servían en África.
Cuando se le otorgó el marquesado, el rey le anuló el título de vizconde, pero le concedió la gracia de que el marquesado fuese heredado por la persona que Ortiz de Haro designase siempre y cuando los sucesores realicen los mismos pagos que él realizó.
En noviembre de 1715, Ortiz de Haro regresa a Lima. Allí se casó con Isabel Fulgencia de Irujo y Orueta el 20 de junio de 1717, era hija de José de Irujo e Isabel de Orueta, la familia llegó a dotar a la novia con 40.000 pesos.
En febrero de 1724 murió el gobernador de Tucumán, Esteban de Urizar y Arespacochaga, que había gobernado la provincia por 17 años. Ortiz de Haro se presentó ante la Real Audiencia de Charcas para hacer valer su designación a futuro y el 19 de mayo de 1724 fue nombrado como gobernador interino.

## Gobierno del Tucumán (1724-1725)
Tuvo un breve gobierno y lamentablemente no fue tan bueno como el de su antecesor. Pronto llegaron denuncias en su contra, por parte del Cabildo de la ciudad de Salta ante el virrey, fundadas en el mal desempeño en sus funciones; fue denunciado por abandonar la lucha contra los aborígenes en las fronteras, descuidar los fuertes y por malversación del dinero de las cajas reales, en su beneficio personal.
Hombre indolente y de limitados alcances, nada hizo por detener las depredaciones de los aborígenes, que continuaban siendo la más grave amenaza de la gobernación.
Fue entonces cuando el virrey José de Armendáriz ordenó al presidente de la Audiencia de Charcas, Gabriel Antonio Matienzo, que revocase de inmediato esa designación, lo que ocurrió el 6 de febrero de 1725. Ortiz de Haro se encontraba en Jujuy en ese momento y un vecino del lugar, Pedro Agustín de la Tijera, fue el encomendado para detenerlo y ordenar que no se lo tuviera por gobernador. El marqués de Haro se negó a obedecer esa resolución, argumentando haber planteado una reconsideración ante el virrey de Lima. No obstante, la Audiencia de Charcas confirmó su decisión el 28 de julio y ordenó a Ortiz de Haro dejar el gobierno y le prohibió ausentarse de la provincia hasta tanto rindiera cuentas de sus gastos, reintegrase a la Real Caja el dinero indebidamente retirado y abonase los cargos que se le efectuaren en el juicio de residencia.
Tras la destitución de Ortiz de Haro, asumió interinamente como gobernador Alonso de Alfaro, vecino feudatario de la ciudad de Santiago del Estero, quien ejerció por seis meses.
La situación económica de Ortiz de Haro se volvió complicada, tuvo que devolver a las Cajas Reales el dinero que había retirado, además había pedido préstamos con la garantía de su cargo de gobernador y al perderlo sus acreedores exigían el pago de las deudas. En 1728 murió su esposa, al no haber tenido hijos Ortiz de Haro debía regresar los 40.000 pesos que había recibido como dote y que eran exigidos por sus cuñados, el presbítero Joaquín de Irujo y Orueta y las monjas Elena, Manuela y Josefa que se encontraban en el Monasterio de Santa Clara.
En 1729 Ortiz de Haro logró resolver sus problemas económicos, consiguió hacer contacto con una rica y noble familia de Pica, los Díaz de Ceballos. El capitán José Díaz de Ceballos y su esposa María Gutiérrez Escalante aceptaron hacerse cargo de las deudas que tenía Ortiz de Haro con la condición de que éste se casase con su hija mayor, Micaela Matea, y la designase como sucesora de su título.
Isidro Ortiz de Haro se casó con Micaela Matea Díaz de Ceballos y Gutiérrez Escalante el 21 de agosto de 1729. La pareja no tuvo hijos y cuando Ortiz de Haro murió, su esposa pasó a ser la nueva Marquesa de Haro.